# Eino Tulenheimo
Otto Eino Tulenheimo (né le 28 mai 1885 à Kangasala, mort le 2 septembre 1962 à Helsinki) est un homme politique finlandais.
Il est député du parti de la coalition nationale de 1922 à 1927.

## Biographie
En 1912, il fonde le cabinet d'avocats Kivimäki & Tulenheimo à Turku avec son ami Toivo Mikael Kivimäki.
Ses frères sont Antti Tulenheimo, Martti Tulenheimo et Olli Tulenheimo.